# Veikko Väänänen

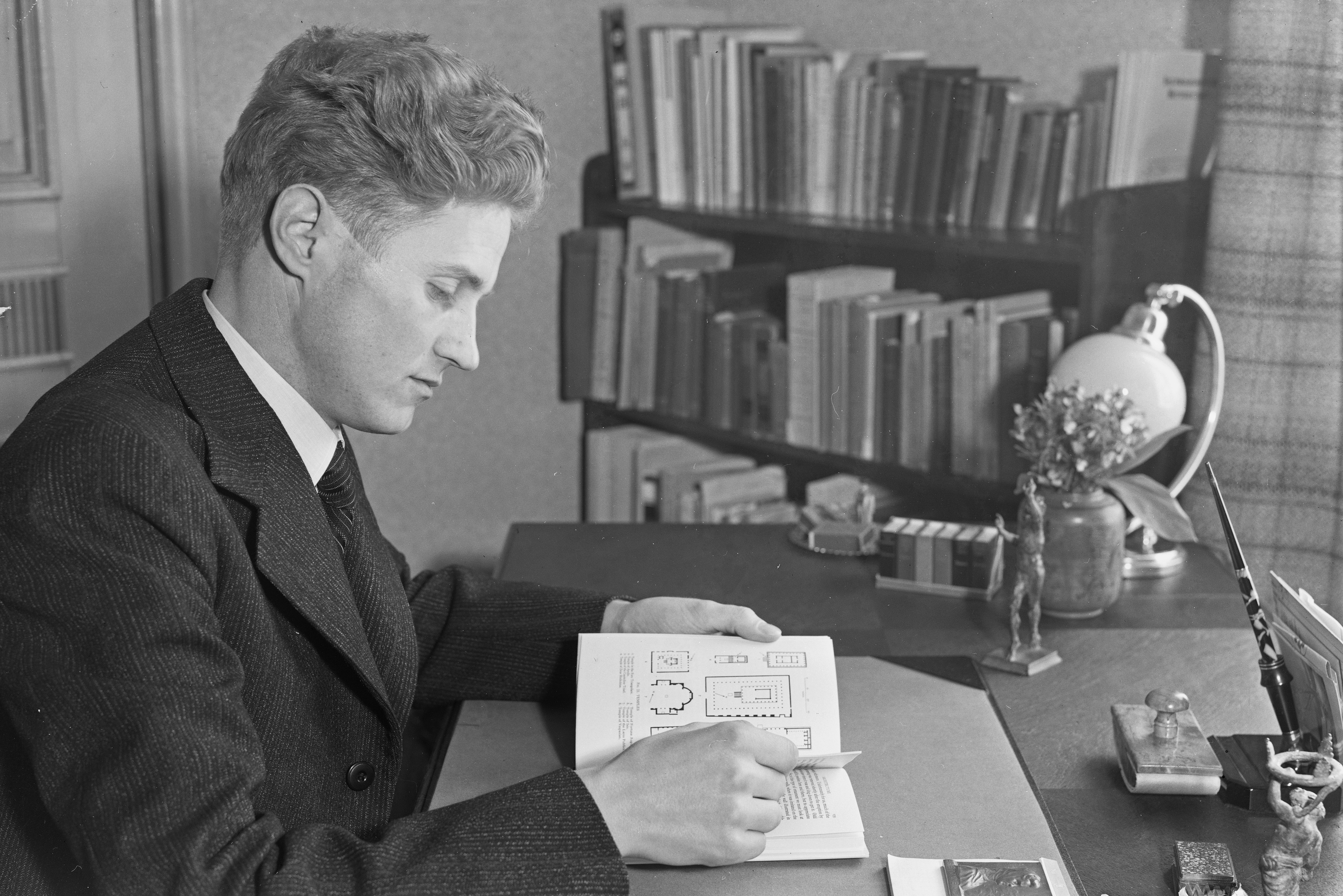
Veikko Väänänen (1938).

Veikko Ilmari Väänänen (Mikkeli, 28 november 1905 – Helsinki, 1 juni 1997) was een Fins romanist die zich specialiseerde in gesproken ('vulgair') Latijn. Hij deed onderzoek en publiceerde studieboeken.

## Levensloop
Na zijn studie aan de universiteit van Helsinki promoveerde Väänänen in 1937 met een proefschrift over het Latijn van de muurinscripties van Pompeï. Dit zeer gedegen werk bespreekt alle mogelijke aspecten (woordvorming, woordgebruik en zinsbouw) van deze inscripties, die deels het alledaagse, gesproken Latijn (vulgair latijn, vandaar de titel van dit werk: Le Latin vulgaire des inscriptions pompéiennes) weergeven. Hij concludeert onder andere dat er sprake is van invloed van het Oskisch, een taal die ten tijde van de uitbarsting van de Vesuvius in 79 die Pompeï onder de lava legde, in deze streek nog gesproken werd. Zo staat er bijvoorbeeld "otavus" in plaats van het reguliere latijnse "octavus", wat op Oskische invloed kan wijzen, omdat daarin de Indo-Europese -ct- tot -t- is geworden. Väänänen is gedurende zijn universitaire jaren vaker naar Italië teruggekeerd om inscripties te bestuderen en heeft ook daarvan verslag gedaan.
Väänänen werd een jaar na zijn promotie benoemd tot assistent hoogleraar klassieke filologie aan de universiteit van Helsinki. Dit bleef hij tot 1951 toen hij er hoogleraar romaanse filologie werd, wat hij bleef tot aan zijn emeritaat in 1971.
Een veel gebruikt studieboek is zijn Introduction au latin vulgaire, dat veel meer is dan een 'inleiding' zoals de titel suggereert: de laatste editie bevat naast de zeer gedetailleerde analyse van de klanken, woorden, verbuigingen en zinsbouw ook een selectie van 'vulgair latijnse' teksten voorzien van taalkundig commentaar.

## Publicaties in boekvorm
- 1937: Le Latin vulgaire des inscriptions pompéiennes (proefschrift).
- 1945: Gloses marginales des miracles de Gautier de Coinci.
- 1949: Du Segretain moine. Fabliau anonyme du XIIIe siècle. Edition critique d'après tous les manuscrits connus.
- 1951: D'une fame de Laon: qui estoit jugie a ardoir que Nostre Dame delivra: miracle versifié par Gautier de Coinci. Edition critique par Veikko Väänänen.
- 1951: "Il est venu comme ambassadeur," "Il agit en soldat" et locutions analogues en latin, français, italien et espagnol. Essai de syntaxe historique et comparée.
- 1963: Introduction au latin vulgaire.
- 1965: Etude sur le texte et la langue des tablettes Albertini.
- 1966: Graffiti del Palatino, raccolti ed editi sotto la direzione di Veikko Väänänen.
- 1973: Le Iscrizione della necropoli dell'Autoparco vaticano.
- 1981: Recherches et récréations latino-romanes.
- 1987: Le journal-épitre d'Egerie (Itinerarium Egeriae): Etude linguistique.